# Skok (film 2001)
Skok (ang. Heist) – amerykański film sensacyjny z 2001 w reżyserii Davida Mameta.

## Główne role
- Gene Hackman - Joe Moore
- Delroy Lindo - Bobby Blane
- Danny DeVito - Mickey Bergman
- Sam Rockwell - Jimmy Silk
- Rebecca Pidgeon - Fran Moore
- Ricky Jay - Don "Pinky" Pincus